# شونیچی کاجیما
شونیچی کاجیما (انگلیسی: Shunichi Kajima؛ زادهٔ ۲ ژانویهٔ ۱۹۴۴) کارگردان فیلم اهل ژاپن است.